# Jacob Niclas Donner
Jacob Niclas Donner, född 5 januari 1749 i Visby, död 6 december 1809 i Klinte socken, var en gotländsk handelsman.

## Biografi
Jacob Niclas Donner var son till den tyske handelsmannen Jürgen Hindrich Donner och Margareta Lythberg. Vid faderns död 1751 övertog modern familjeföretaget. Hon uppfostrade sina söner strängt och de fick inget inflytande över affärerna under hennes levnad och innehade endast underordnade positioner i verksamheten. Jacob Niclas kom att arbeta med att köpa upp hudar i Klinte, och då han tillsammans med brodern Georg Mathias vid moderns död 1774 ombildade verksamheten till firma under namnet G. M. & J. N. Donner valde han att stanna kvar i Klintehamn. Där lät han uppföra det Donnerska huset. Jacob Niclas Donner inköpte även andra egendomar i området, bland annat Strands och Klintebys, där han lät uppföra ett corps-de-logi med intilliggande familjegrav. Han utvidgade firmans kalkugnsrörelse och lät uppföra flera kalkugnar, bland annat tre bara i Klintehamn, där han även anlade ett skeppsvarv, skeppssmedja, repslageri och lät anlägga nya lastbryggor. Jacob Niclas Donner var även den drivande kraften i firmans Visbykontor, dit han ofta reste. Vid sin död efterlämnade han en förmögenhet på drygt 100 000 riksdaler banko. Vid hans död övertogs firmans drift av den tidigare bokhållaren N.J. Schwan, som 1800 trätt in i brodern Georg Mathias ställe som delägare i firman.